# Partido de Solidariedade Nacional
O Partido de Solidariedade Nacional (PSN) é um antigo partido político português que surgiu em 1990 com uma plataforma ligada principalmente à defesa dos direitos dos cidadãos aposentados. O seu primeiro presidente e um dos fundadores foi Manuel Sérgio.
O partido rapidamente recebeu a alcunha de "partido dos reformados", mas apesar de tudo conseguiu votos suficientes para eleger um deputado nas eleições legislativas portuguesas de 1991: o seu presidente Manuel Sérgio, que cumpriu a legislatura de uma forma muito discreta, tendo apresentado uma proposta para a criação do cargo de Provedor do Animal, que foi rejeitada, mas viria ser implementada décadas mais tarde.
No congresso de 1992, foi aprovada por maioria uma moção de apoio ao presidente do partido, Manuel Sérgio, que previa o objetivo da eleição de dois a três a deputados ao Parlamento Europeu em 1994, e de resultados fortes nas eleições autárquicas de 1993 como preparação para a conquista do poder eleições legislativas de 1995, mas iniciaram-se disputas entre fações dentro do partido - membros do movimento naturista, nacionalistas e membros da Igreja da Unificação, do Reverendo Moon. Manuel Sérgio nomeou uma comissão para a revisão dos estatutos do partido, que apresentou uma proposta, que viria a ser rejeitada nesse congresso. Nas eleições europeias de 1994, em que o cabeça de lista foi o major na reserva Antunes de Sousa, o partido verificou a erosão da grande parte da sua base de apoio, depois de uma campanha marcada pelas afirmações populistas do cabeça de lista, que prometeu doar 20% do salário de eurodeputado para um fundo de apoio aos reformados e mostrou uma posição eurocética no contexto da então recente aprovação do Tratado de Maastricht. Nas eleições de 1995, já sem Manuel Sérgio na presidência, o partido não conseguiu eleger qualquer deputado, ficando de fora da Assembleia da República.
Em 2002, ainda apresentou listas às eleições legislativas desse ano, mas acabou por desistir, tendo o então presidente do partido, Barbosa da Costa, dado indicação aos militantes para o voto no PSD.
Em 2006, foram declarados a sua extinção pelo Tribunal Constitucional e o cancelamento do seu registo, por falta de apresentação das contas do partido em três anos consecutivos (2000, 2001 e 2002).

## Presidentes
1. Manuel Sérgio
2. Themudo Martins
3. Carlos Bastos
4. Barbosa da Costa (1997-2002)[4]

## Resultados Eleitorais

### Eleições legislativas
(fonte)
| Data | Líder         | Cl. | Votos  | %             | +/-     | Deputados | +/-     | Status            |
| ---- | ------------- | --- | ------ | ------------- | ------- | --------- | ------- | ----------------- |
| 1991 | Manuel Sérgio | 5.º | 96 096 | 1,68 / 100,00 |         | 1 / 230   |         | Oposição          |
| 1995 | Carlos Bastos | 8.º | 12 613 | 0,21 / 100,00 | 1,47    | 0 / 230   | 1       | Extra-parlamentar |
| 1999 |               | 9.º | 11 488 | 0,21 / 100,00 | Estável | 0 / 230   | Estável | Extra-parlamentar |

### Eleições europeias
| Data | Cabeça de Lista  | Cl.  | Votos  | %             | +/-  | Deputados | +/-     |
| ---- | ---------------- | ---- | ------ | ------------- | ---- | --------- | ------- |
| 1994 | Antunes de Sousa | 10.º | 11 214 | 0,37 / 100,00 |      | 0 / 25    |         |
| 1999 |                  | 9.º  | 8 413  | 0,24 / 100,00 | 0,13 | 0 / 25    | Estável |

### Eleições autárquicas
| Data | Cl.  | Votos  | %             | +/-  | Presidentes CM | +/-     | Vereadores | +/- |
| ---- | ---- | ------ | ------------- | ---- | -------------- | ------- | ---------- | --- |
| 1993 | 6.º  | 28 922 | 0,53 / 100,00 |      | 0 / 305        |         | 3 / 2 006  |     |
| 1997 | 14.º | 2 301  | 0,04 / 100,00 | 0,49 | 0 / 305        | Estável | 0 / 2 021  | 3   |

| Municípios | 1993  | 1993 | 1997 | 1997 |
| ---------- | ----- | ---- | ---- | ---- |
| Espinho    | 1 / 7 | 3.º  |      |      |
| Soure      | 2 / 7 | 3.º  |      |      |

### Eleições regionais

#### Região Autónoma da Madeira
| Data | Líder | Cl. | Votos | %           | +/- | Deputados | +/-     | Status            |
| ---- | ----- | --- | ----- | ----------- | --- | --------- | ------- | ----------------- |
| 1992 |       | 6.º | 3 154 | 2,4 / 100,0 |     | 1 / 57    |         | Oposição          |
| 1996 |       | 6.º | 875   | 0,6 / 100,0 | 1,8 | 0 / 59    | 1       | Extra-parlamentar |
| 2000 |       | 6.º | 2 243 | 1,7 / 100,0 | 1,1 | 0 / 68    | Estável | Extra-parlamentar |